# Język yabem
Język yabem (a. jabêm, jabem, jabim, yabim), także laulabu – język austronezyjski używany w prowincji Morobe w Papui-Nowej Gwinei, przez grupę ludności w rejonie zatoki Huon. Posługuje się nim 28 tys. osób.
Był wykorzystywany jako lingua franca w działalności misjonarskiej. Przyjął się w tej roli również w innych sferach życia (na poziomie regionalnym).
Sporządzono słownik (1917, wyd. popr. ang. 1982)  oraz opis jego gramatyki (1939, tłum. ang. 2005). Słownik z 1917/1982 należy do najobszerniejszych tego typu publikacji poświęconych austronezyjskim językom Melanezji. Jest zapisywany alfabetem łacińskim.